# Maurice Marsac (acteur)
Pour les articles homonymes, voir Marsac et Maurice Marsac.
Maurice Marsac est un acteur français, né le 23 mars 1915 à La  Croix-Valmer (Var), mort le 6 mai 2007 à Santa Rosa (Californie). Né Maurice Louis Clément Ferrat, il est reçu à Saint-Cyr en 1934 et commence une carrière d'officier. Il émigre aux États-Unis en 1941 et s'installe à Santa Rosa, Californie. Il effectue sa demande de naturalisation le 17 décembre 1941.
Il mène sa carrière principalement aux États-Unis, au cinéma de 1943 à 1987, et à la télévision (séries et téléfilms) de 1950 à 1987.

## Filmographie partielle

### Cinéma
- 1943 : Paris à l'aube (Paris After Dark) de Léonide Moguy
- 1944 : Et voilà la vie (This Is the Life) de Felix E. Feist
- 1944 : Le Port de l'angoisse (To have and have not) de Howard Hawks (non crédité)
- 1946 : Le Fil du rasoir (The Razor's Edge) d'Edmund Goulding (non crédité)
- 1950 : Jean Lafitte, dernier des corsaires (The Last of the Buccaneers) de Lew Landers (non crédité)
- 1950 : L'Inconnue de Montréal de Jean-Devaivre
- 1952 : À l'abordage (Against all Flags) de George Sherman
- 1952 : Aveux spontanés (Assignment - Paris!) de Robert Parrish
- 1953 : Comment épouser un millionnaire (How to marry a Millionnaire) de Jean Negulesco
- 1954 : Le Chevalier du roi (The Black Shield of Falworth) de Rudolph Maté
- 1956 : Ride the High Iron de Don Weis
- 1957 : Les Girls de George Cukor (non crédité)
- 1957 : Porte de Chine (China Gate) de Samuel Fuller
- 1957 : L'Esclave libre (Band of Angels) de Raoul Walsh (non crédité)
- 1958 : Gigi de Vincente Minnelli (non crédité)
- 1958 : C'est la guerre (Lafayette Escadrille) de William A. Wellman
- 1958 : Crépuscule sur l'océan (Twilight for the Gods) de Joseph Pevney
- 1959 : R.P.Z. appelle Berlin de Ralph Habib
- 1960 : Can-Can de Walter Lang (non crédité)
- 1960 : Scent of Mystery de Jack Cardiff
- 1961 : Le Monstre aux filles (Lycanthropus) de Paolo Heusch
- 1961 : Le Roi des rois (King of Kings) de Nicholas Ray
- 1961 : L'Espionne des Ardennes (Armored Command) de Byron Haskin
- 1963 : Ah si papa savait ça ! (Take her, she's Mine) de Henry Koster
- 1964 : Madame Croque-maris (What a Way to go !) de J. Lee Thompson
- 1966 : Un hold-up extraordinaire (Gambit) de Ronald Neame
- 1967 : Croisière surprise (Double Trouble) de Norman Taurog
- 1967 : Opération Caprice (Caprice) de Frank Tashlin
- 1972 : L'Aventure du Poséidon (The Poseidon Adventure) de Ronald Neame (non crédité)
- 1974 : Le Nouvel Amour de Coccinelle (Herbie rides again) de Robert Stevenson
- 1979 : Un vrai schnock (The Jerk) de Carl Reiner
- 1980 : Au-delà de la gloire (The Big Red One) de Samuel Fuller
- 1983 : Le Coup du siècle ou La Passe du siècle (Deal of the Century) de William Friedkin
- 1987 : Dragnet de Tom Mankiewicz

### Télévision
(séries, sauf mention contraire)

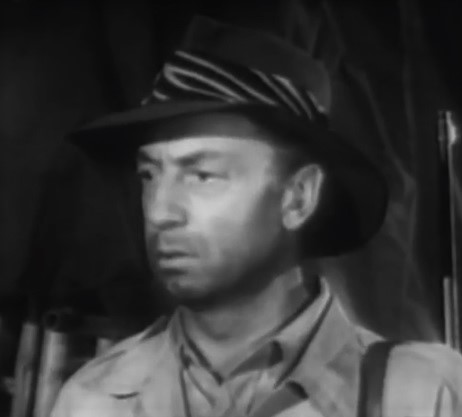
Dans le téléfilm Tarzan et les Trappeurs (1958)

- 1952-1956 : Les Aventures de Superman (Adventures of Superman), Épisodes The Birthday Letter (1952) et The Girl who hired Superman (1956)
- 1955 : Alfred Hitchcock présente (Alfred Hitchcock presents), Saison 1, Épisode 5 La Disparue (Into Thin Air)
- 1958 : Tarzan et les Trappeurs (Tarzan and the Trappers) de Charles F. Haas et Sandy Howard (téléfilm)
- 1963-1967 : Combat !, Épisodes No Hallelujahs for Glory (1963), The Long Walk (1964), Odyssey (1965), Finest Hour (1965), Decision (1966) et The Masquers (1967)
- 1965-1967 : Papa Schultz (Hogan's Heroes), Saison 1, Épisode 12 Le Professeur Dubois (The Scientist) (1965) ; Saison 3, Épisode 13 Conférence générale (An Evening of Generals) (1967)
- 1965-1968 : Daniel Boone, Épisodes Cain's Birthday - Part One - Part Two (1965) et The Fleeing Nuns (1968)
- 1968-1970 : Opération vol (It takes a Thief), Saison 1, Épisode 11 Concurrence (To steal a Battleship) (1968) ; Saison 3, Épisode 17 Les Doigts de fée (Touch of Magic) (1970)
- 1971 : Ma sorcière bien-aimée (Bewitched), Saison 8, Épisode 6 Paris à la manière des sorcières (Paris, Witches Style)
- 1971-1973 : Mannix, Épisodes The Crime that wasn't (1971) et To quote a Dead Man (1973)
- 1972 : Mission impossible (Mission : Impossible), Saison 6, Épisode 20 Le Piège (Double Dead)
- 1974 : Cannon, Saison 4, Épisode 11 Mort ou vif (The Sounds of Silence)
- 1974 : Columbo, Saison 3, Épisode 5 Édition tragique (Publish or Perish) : Walter
- 1977 : Super Jaimie (The Bionic Woman), Saison 2, Épisode 20 Le Coup de Dijon (The Dijon Caper)
- 1977 : Seconde série Chapeau melon et bottes de cuir (The New Avengers), Saison 2, Épisode 4 Le Lion et la licorne (The Lion and the Unicorn) de Ray Austin, Épisode 8 Le Long Sommeil, 1re partie : Le Réveil de l'ours (Kiss for Kill - Part One : The Tiger awakes), et Épisode 9 Le Long Sommeil, 2e partie : La Danse de l'ours (Kiss for Kill - Part Two : Tiger by the Tail)
- 1978 : Wonder Woman, Saison 2, Épisode 16 Un diamant pour Wonder Woman (Death in Disguise)
- 1978 : 200 dollars plus les frais (The Rockford Files), Saison 4, Épisode 8 (Irving The Explainer)
- 1981-1982 : Pour l'amour du risque (Hart to Hart), Saison 2, Épisode 20 Le Secret de la maison Hart (Blue Chip Murder) (1981) ; Saison 3, Épisode 16 Cache-cache périlleux (The Hart of the Matter) (1982) ; Saison 4, Épisode 7 L'Héritage de Max (Rich and Hartless) (1982)
- 1986 : L'Homme qui tombe à pic (The Fall Guy), Saison 5, Épisode 19 La Femme en vert (Lady in Green)
- 1987 : La Loi de Los Angeles (L.A. Law), Saison 1, Épisode 14 Le Juge Hood (The Douglas Fur Ball)